# Пејс (Мисисипи)
Пејс (енгл. Pace) град је у америчкој савезној држави Мисисипи.

## Демографија
По попису из 2010. године број становника је 274, што је 90 (-24,7%) становника мање него 2000. године.
| Група             | 2000.       | 2010.       |
| Белци             | 49 (13,5%)  | 45 (16,4%)  |
| Афроамериканци    | 301 (82,7%) | 226 (82,5%) |
| Азијати           | 6 (1,6%)    | 0 (0,0%)    |
| Хиспаноамериканци | 5 (1,4%)    | 1 (0,4%)    |
| Укупно            | 364         | 274         |